# 漆原木虫
漆原 木虫（うるしばら もくちゅう、明治21年（1888年）‐ 昭和28年（1953年）6月6日）は、明治時代から昭和時代の木版画家。

## 来歴
東京の生まれ。本名は由次郎。山中孝次郎門下の木版摺師。明治43年（1910年）の日英博覧会に際して前年の明治42年（1909年）に審美書院の一員として日本の木版画実演のため、イギリスへ渡ったが、彫師とそりが合わず単身現地に残る。明治42年から昭和9年までの渡英期間中に大英博物館の嘱託となって自彫、自摺により木版画を制作している。木虫は日本の伝統木版画による技法をヨーロッパに伝えており、大正13年（1924年）にはフランク・ブラングィンの木版画作りを担当していた。その後、パリへ移り、昭和16年（1941年）1月、日本へ帰国、3月には日本橋三越において漆原木虫版画展覧会を行っている。昭和28年、肺癌により自宅で死去した。享年66。

## 作品
- 「日没」 木版画
- 「蘭と蝶とてんとう虫」 木版画
- 「チューリップ」 木版画